# Ромањои (Порденоне)
Ромањои је насеље у Италији у округу Порденоне, региону Фурланија-Јулијска крајина.
Према процени из 2011. у насељу је живело 6 становника. Насеље се налази на надморској висини од 261 м.